# セスク・ゲイ
セスク・ゲイ（カタルーニャ語: Cesc Gay, カタルーニャ語発音: [ˈsɛzɡ ˈɡaj]、1967年 - ）は、スペイン・バルセロナ出身の映画監督・脚本家。

## 経歴
2001年の『クランパック』ではゴヤ賞で新人監督賞と脚色賞にノミネートされたが、いずれも受賞は逃した。2004年の『En la ciudad』ではゴヤ賞で監督賞と脚本賞にノミネートされたが、いずれも受賞は逃した。2015年の『しあわせな人生の選択』ではゴヤ賞で監督賞と脚本賞を受賞した。

## フィルモグラフィー
- 1998年 Hotel Room[3]
- 2000年 『クランパック』 Krámpack[4]
- 2003年 En la ciudad[5]
- 2006年 Ficció[6]
- 2009年 V.O.S.[7]
- 2012年 Una pistola en cada mano[8]
- 2015年 『しあわせな人生の選択』Truman[9]